# 포스포다이에스터레이스5 억제제

실데나필 (비아그라), 최초의 PDE5 저해제

포스포다이에스터레이스 5 억제제(phosphodiesterase 5 inhibitor, PDE5 억제제)는 음경의 음핵해면체에 혈액을 공급하는 혈관 평활근 세포에서 cGMP 특이 포스포다이에스터레이스 5형의 분해 작용을 저해한다. 이 분류의 의약품은 발기부전 치료에 사용된다. PDE5는 동맥 혈관 벽에도 존재하기 때문에 폐동맥 고혈압 치료 효과도 탐색되었다.

## 효능 효과
실데나필 (비아그라), 타달라필 (시알리스), 바데나필 (레비트라) 등과 같은 PDE5 분해 저해제는 임상적으로 발기부전 치료의 적응증이 있다. 실데나필과 타달라필은 폐고혈압의 치료에도 적응증이 있다.
최초의 PDE5 저해제인 실데나필은 협심증 치료제를 개발하는 과정에서 개발되었다. 2002년 이 약의 잠재적인 뇌졸중 후 신경발생 작용에 대한 탐색 연구가 있었다.

## 금기
의약품으로 질산염을 투여받고 있는 환자에게 PDE5 저해제를 투여해서는 안 된다. 심혈관계 위험 요소로 성교가 권장되지 않는 남자에게도 금기이다.

## 작용기전
생리적인 발기 과정의 일부로 성적인 자극에 의한 음경해면체의 혈관계통 일산화질소 (NO)의 방출이 있다. NO는 환상 구아노신 일인산 (cGMP) 수치를 증가시키는 구아닐레이트 사이클레이즈 효소를 활성화 한다. cGMP는 음경해면체 혈관을 이완시켜서 혈류를 증가시키고 결과적으로 발기하게 한다.
PDE5 저해제는 PDE5에 의한 cGMP의 분해를 억제한다. 이를 통해서 성적 자극 동안 음경의 혈류를 증가시킨다. 이런 작용기전 때문에 성적 자극이 있어야 PDE5 저해제가 효과를 보인다.

## 종류와 제품명
| 성분명     | 제품명                                                                                   |
| ---------- | ---------------------------------------------------------------------------------------- |
| 미로데나필 | 엠빅스                                                                                   |
| 바데나필   | 레피드라, 야일라                                                                         |
| 실데나필   | 누리그라, 바로필, 발탁스, 보그라, 비아그라, 자이그라, 팔팔, 프리그라, 해피그라, 헤라그라 |
| 아바나필   | 스텐드라, 제피드                                                                         |
| 유데나필   | 자이데나                                                                                 |
| 타다라필   | 구구, 센돔, 시알리스                                                                     |

## 참고 문헌
- Uzunov, Petko; Weiss, Benjamin (1972). “Separation of multiple molecular forms of cyclic adenosine-3′,5′-monophosphate phosphodiesterase in rat cerebellum by polyacrylamide gel electrophoresis”. 《Biochimica et Biophysica Acta》 284 (1): 220–6. doi:10.1016/0005-2744(72)90060-5. PMID 4342220.
- Weiss, Benjamin (1975). “Differential Activation and Inhibition of the Multiple Forms of Cyclic Nucleotide Phosphodiesterase”. 《Advances in Cyclic Nucleotide Research》 5: 195–211. ISBN 978-0-89004-021-8. PMID 165666.
- Fertel, Richard; Weiss, Benjamin (1976). “Properties and Drug Responsiveness of Cyclic Nucleotide Phosphodiesterases of Rat Lung”. 《Molecular Pharmacology》 12 (4): 678–87. PMID 183099. 2020년 4월 16일에 원본 문서에서 보존된 문서. 2014년 12월 15일에 확인함.
- Weiss, B; Hait, W N (1977). “Selective Cyclic Nucleotide Phosphodiesterase Inhibitors as Potential Therapeutic Agents”. 《Annual Review of Pharmacology and Toxicology》 17: 441–77. doi:10.1146/annurev.pa.17.040177.002301. PMID 17360.
- Kanthapillai, Parthipan; Lasserson, Toby J; Walters, E. Haydn (2001). “Sildenafil for pulmonary hypertension”. 《Cochrane Database of Systematic Reviews》 (4): CD003562. doi:10.1002/14651858.CD003562. PMID 15495058.
- Rao, Amrith R.; Thwaini, Ali; Ahmed, Hashim U.; Shergill, Iqbal S.; Minhas, Suks (2007). “The Phosphodiesterase Inhibitors and Non-Arteritic Anterior Ischaemic Optic Neuropathy: Increased Vigilance is Necessary”. 《BJU International》 100 (1): 3–4. doi:10.1111/j.1464-410X.2007.06839.x. PMID 17488310.